# 연방민주연합
연방민주연합(독일어: Eidgenössisch-Demokratische Union, EDU, 프랑스어: Union Démocratique Fédérale, UDF, 이탈리아어: Unione Democratica Federale, UDF, 로만슈어: Uniun Democrata Federala, UDF)은 스위스의 사회보수주의 정당이다. 스위스의 하원인 국민의회에서는 1석을 보유하고 있다.
1975년에 창당된 정당으로 당의 노선은 기독교 우파, 사회보수주의, 국민보수주의, 유럽회의주의의 스펙트럼을 가지고 있으며 중앙당사는 베른에 위치한다.